# اوبی وان کنوبی
اوبی-وان «بن» کنوبی (انگلیسی: Obi-Wan "Ben" Kenobi) شخصیتی تخیلی در فرنچایز جنگ ستارگان است. او در سه‌گانهٔ اصلی در نقش مکمل حضور دارد و یک استاد جدای است که توسط الک گینس به تصویر کشیده شده‌است. در سه‌گانهٔ پیش‌درآمد که بعداً منتشر شد، نسخهٔ جوان‌تر از این شخصیت به‌عنوان یکی از دو پروتاگونیست اصلی داستان در کنار آناکین اسکای‌واکر ظاهر شده که توسط ایوان مک‌گرگور به تصویر کشیده شده‌است.
اوبی-وان کنوبی در سه‌گانهٔ اصلی مربی لوک اسکای‌واکر است و به او راه و رسم جدای را نشان می‌دهد. او پس از قربانی کردن خود در یک دوئل علیه دارث ویدر، لوک را از طریق گوست فورس در کنار استاد بزرگ جدای، یودا در راه مبارزه با امپراتوری کهکشانی راهنمایی و آماده می‌کند. او در سه‌گانهٔ پیش‌درآمد که داستانش دهه‌ها قبل جریان دارد، ابتدا پادوان (شاگرد) استاد جدای کوای-گان جین، است و بعد از مرگ استاد خود طی قولی که به کوای‌گان جین داده بود استاد و سرپرست آناکین اسکای‌واکر (پدر لوک)، می‌شود. اوبی-وان در کنار شاگردهای خود آناکین اسکای‌واکر و آسوکا تانو طی سه سال در جنگ‌های کلون موفقیت‌های بی‌شماری را به عنوان ژنرال جدای کسب می‌کند و دشمنان قدرتمند جمهوری یعنی استقلال طلبان را از میان بر می‌دارد و در نهایت با شکست ژنرال گریوس به جنگ های کلون پایان می‌دهد اما در همان لحظه‌ نقشه انتقام سیث (دارث سیدیوس) اجرا و کشتار جدای‌ها توسط کلون تروپر ها که به دستور 66 یا همان (order66)معروف است آغاز می‌شود. 
اوبی‌-وان در دوئلی سرنوشت ساز و غم‌انگیز در مقابل شاگرد و برادر خود آناکین که حالا در دام دارث سیدیوس و وجه تاریک نیرو افتاده قرار می‌گیرد و اجبارا موفق به شکست او می‌شود. اوبی‌-وان که فکر میکند موفق به کشتن آناکین شده او را رها می‌کند و به همراه پسر آناکین یعنی لوک خود را به سیاره تاتویین (زادگاه آناکین) تبعید می‌کند تا لوک را به عنوان امید جدید و فرد برگزیده برای شکست امپراتوری آماده کند.
اوبی-وان در ابتدا به عنوان یک پادوان و در نهایت به عنوان یک استاد جدای (Star Wars Rebels)، دو بار موفق به شکست لرد سیث، دارث ماول که شاگرد دارث سیدیوس (پالپاتین) بود، می‌شود. موفقیت های بزرگ کنوبی چه در میدان مبارزه و چه دانش و خرد بسیار او باعث شد تا به عنوان یکی بزرگترین جدای‌های تاریخ از او یاد شود. او با کمک به شکست امپراتوری خبیث کهکشانی به عنوان یک استاد افسانه‌ای جدای شناخته شد و در دنیای افسانه‌های جنگ ستارگان، لوک اسکای‌واکر به احترام او نام پسر خود را بن، برگرفته از بن کنوبی نامید.
نقش‌آفرینی سر الک گینس در فیلم اول این فرنچایز با عنوان جنگ ستارگان (۱۹۷۷) برایش نامزدی دریافت جایزهٔ اسکار بهترین بازیگر نقش مکمل مرد را به همراه داشت و تنها بازیگری بود که برای این فرنچایز نامزد دریافت جایزهٔ اسکار شد. این شخصیت با بازی گینس از سوی انستیتوی فیلم آمریکا به عنوان سی و هفتمین قهرمان بزرگ تاریخ سینمای آمریکا انتخاب شد. نقش‌آفرینی مک‌گرگور در سه‌گانهٔ پیش‌درآمد که بازیگر نقش اصلی آن بود، مورد ستایش و تمجید قرار گرفت و به محبوبیت این شخصیت بسیار افزود. او بار دیگر این نقش را در مجموعهٔ تلویزیونی اوبی-وان کنوبی (۲۰۲۲) از شبکهٔ دیزنی پلاس ایفا کرده‌است.